# P.J. Hynninen
Paavo Juho "P.J." Hynninen, född 31 maj 1883 i Jorois, död 18 maj 1960 i Helsingfors var en finländsk diplomat. P.J. Hynninen avlade fil.mag. 1909. Han var chefredaktör för Uusi Suometar 1915-1917. Hynninen gjorde sedan en lång diplomatisk karriär. Han var 1922-1925 generalkonsul i Petrograd/Leningrad och 1925-1928 i Haag, sändebud i Baltikum i slutet av 1920-talet och på 1930-talet samt t.f. sändebud i Moskva 1941. Han var därefter generalkonsul i Göteborg 1942-1943, kanslichef vid utrikesministeriet 1943-1946 och sändebud i Köpenhamn 1946-1953. Hynninen tjänstgjorde som utrikesminister i Ragnar von Fieandts och Reino Kuuskoskis expeditionsministärer 1957-1958.